# Fenomeno delle voci elettroniche
Il cosiddetto fenomeno delle voci elettroniche (FVE), in inglese Electronic Voices Phenomena (EVP), conosciuto anche col nome di psicofonia o metafonia o transcomunicazione strumentale, è un presunto fenomeno paranormale che riguarda la manifestazione di voci (ed eventualmente anche immagini) di origine apparentemente non umana in registrazioni, ricezioni o amplificazioni tramite strumentazione elettronica. Tale fenomeno risulta spiegabile come apofenia (dare un preciso significato a ciò che è di per sé oggettivamente insignificante) e/o pareidolia (interpretare dei suoni casuali come emessi da una voce che parla la propria lingua)
La tipologia più conosciuta di questo presunto fenomeno è rappresentata dalla registrazione di voci, solitamente poco chiare ed incomprensibili ed in genere ricondotte a spiriti, su un nastro magnetico o supporti digitali, oppure la loro ricezione tramite una radio, un televisore, un computer o un telefono, in situazioni in cui è certo che nessuno stava parlando normalmente.
Secondo i suoi sostenitori, questo fenomeno permetterebbe di entrare in contatto con i defunti e l'aldilà, o comunque con una dimensione diversa dal piano fisico, permettendo un contatto con entità intelligenti di origine ignota, che interagirebbero attivamente alle domande che vengono poste. Non c'è alcuna prova scientifica di questo e la psicofonia non ha mai trovato alcun credito nell'ambito della comunità scientifica, ricadendo nell'ambito della pseudoscienza.

## Storia
Già con la diffusione dello spiritismo si cercò di contattare i defunti. La scoperta della radio e il captare segnali distorti, che potevano assomigliare a voci, vennero quindi interpretate come voci di defunti.
Il fotografo americano Attila von Szalay è stato tra i primi a provare a registrare quelle che riteneva essere le voci dei morti, come modo per aumentare le sue indagini sulla fotografia dei fantasmi. Iniziò i suoi tentativi nel 1941 utilizzando un disco a 78 giri, ma solo nel 1956, dopo essere passato a un registratore a bobine, ritenne di aver avuto successo. Lavorando con Raymond Bayless, von Szalay condusse diverse sessioni di registrazione con un apparecchio fatto su misura, costituito da un microfono in un armadio isolato collegato a un dispositivo di registrazione esterno e a un altoparlante. Szalay riferì di aver quindi trovato molti suoni registrati sul nastro che non potevano essere uditi dall'altoparlante al momento della registrazione e alcuni di questi sono stati registrati quando non c'era nessuno nella cabina. Egli riteneva che questi suoni fossero voci di spiriti disincarnati. Tra le prime registrazioni che si riteneva fossero voci di spiriti c'erano messaggi come "Questo è G!", "Hot dog, Art!" e "Buon Natale e felice anno nuovo a tutti". Il lavoro di Von Szalay e Raymond Bayless fu pubblicato dal Journal of the American Society for Psychical Research nel 1959. Bayless in seguito fu coautore del libro del 1979, Phone Calls From the Dead.
Nel 1959, il pittore e produttore cinematografico svedese Friedrich Jürgenson stava registrando dei canti di uccelli. Dopo aver ascoltato il nastro, sentì quella che interpretò essere la voce del padre morto e poi lo spirito della moglie defunta che lo chiamava per nome. Continuò a fare molte altre registrazioni, tra cui una che secondo lui conteneva un messaggio della madre defunta.

### Voci di Raudive
Konstantin Raudive, uno psicologo lettone che insegnò presso l'Università di Uppsala, in Svezia, e che ha lavorato in collaborazione con Jürgenson, ha effettuato oltre 100.000 registrazioni che ha descritto come comunicazioni con spiriti. Alcune di queste registrazioni sono state effettuate in un laboratorio schermato con radiofrequenze e contenevano parole che secondo Raudive erano identificabili. Nel tentativo di confermare il contenuto della sua raccolta di registrazioni, Raudive invitò gli ascoltatori ad ascoltarle e interpretarle. Egli riteneva che la chiarezza delle voci udite nelle sue registrazioni implicasse che esse non potessero essere facilmente spiegate con mezzi normali. Raudive pubblicò il suo primo libro, Breakthrough: An Amazing Experiment in Electronic Communication with the Dead nel 1968 che fu tradotto in inglese nel 1971.

### Spiricom e la Frank's Box
Nel 1980, William O'Neil costruì un dispositivo audio elettronico chiamato "Spiricom". O'Neil affermò che il dispositivo era stato costruito secondo le specifiche che aveva ricevuto psichicamente da George Mueller, uno scienziato morto sei anni prima. In una conferenza stampa tenutasi a Washington il 6 aprile 1982, O'Neil dichiarò di essere in grado di tenere conversazioni bidirezionali con gli spiriti attraverso il dispositivo Spiricom e fornì gratuitamente le specifiche del progetto ai ricercatori. Tuttavia, non si sa se qualcuno abbia replicato i risultati dichiarati da O'Neil utilizzando i suoi dispositivi Spiricom. Il socio di O'Neil, l'industriale in pensione George Meek, attribuì il successo di O'Neil, e l'incapacità di altri di replicarlo, alle capacità medianiche di O'Neil che facevano parte del circuito che faceva funzionare il sistema. Nel 2020 Kenny Biddle scrisse un articolo esaustivo che spiegava le origini dello Spiricom sviluppato da O'Neil e Meek. L'articolo gli fu suggerito dalla ricomparsa del dispositivo nella serie televisiva Ghosthunters. Egli ha sfatato in modo esauriente la "scienza" alla base del dispositivo sia nello sviluppo originale che nell'episodio di Ghosthunters.
Un altro dispositivo elettronico costruito specificamente nel tentativo di catturare supposte voci elettroniche fu la "Frank's Box" o "Ghost Box", creata nel 2002 dall'appassionato di questo fenomeno Frank Sumption per avere una presunta comunicazione in tempo reale con i morti. Sumption sostiene di aver ricevuto le istruzioni per la progettazione dal mondo degli spiriti. Il dispositivo è descritto come una combinazione di un generatore di rumore bianco e di un ricevitore radio AM modificato per andare avanti e indietro nella banda AM, selezionando frammenti di suono della durata di un secondo. I critici del dispositivo affermano che il suo effetto è soggettivo e incapace di essere replicato e che, poiché si basa sul rumore radio, qualsiasi risposta significativa ottenuta dall'utente è puramente casuale o semplicemente il risultato di una pareidolia. Il ricercatore del paranormale Ben Radford scrive che la Frank's Box è una "versione moderna della tavoletta Ouija... nota anche come radio rotta.

### La posizione della Chiesa e le opinioni di alcuni ecclesiastici
Il presunto fenomeno delle voci elettroniche - al pari dello spiritismo e di altri fenomeni medianici - non è in alcun modo riconosciuto dalla Chiesa cattolica; tuttavia nel corso del tempo alcuni ecclesiastici hanno espresso, esclusivamente a titolo personale, un qualche interesse nei confronti di questa possibilità.
Secondo lo scrittore e religioso francese François Brune, autore di un libro sull'argomento, nel 1952 furono testimoni di questo genere di fenomeni al Laboratorio di Fisica dell'Università Cattolica del Sacro Cuore a Milano anche il rettore e fondatore della stessa padre Agostino Gemelli e il suo amico e collaboratore padre Pellegrino Ernetti (che diventerà celebre per l'asserita e mai dimostrata invenzione del cosiddetto cronovisore, una macchina del tempo che avrebbe permesso i viaggi nel passato); Brune sostiene che questi informarono immediatamente il Vaticano nella persona di papa Pio XII, che li avrebbe incoraggiati negli esperimenti.
Padre Pistone, Superiore della Società di San Paolo in Inghilterra, dopo i presunti colloqui con i defunti rilasciò la seguente dichiarazione: "Nelle Voci non vedo niente di contrario agli insegnamenti della Chiesa Cattolica; sono qualcosa di straordinario ma non c'è ragione di temerle, né vedo alcun pericolo".

## Caratteristiche delle voci
In base a quanto viene testimoniato durante le sedute, le voci a volte risulterebbero afone, mentre in altri casi sarebbero più simili a classiche voci umane. Avrebbero inoltre timbri vocali sia femminili che maschili.
Alcune sarebbero caratterizzate da un suono articolato in maniera molto rapida, appena percepibile, tanto che talvolta è necessario ricorrere ad un rallentamento della velocità di riascolto per capire cosa verrebbe detto.
Alcune voci inoltre presenterebbero una cadenza cantilenante, altre anomalie nella fonetica e nella cadenza che risulta irregolare.
A volte risulterebbero perfettamente udibili, mentre in altri casi sarebbero meno intelligibili e di difficile interpretazione.
Un'altra caratteristica che avrebbero queste voci è il poliglottismo, ovvero la capacità di passare da una lingua ad un'altra nello stesso contesto, durante una stessa frase.
Talvolta quindi la riproduzione viene manipolata per rendere la comunicazione più intelligibile (ad esempio modificando la velocità o applicando filtri acustici), oppure vengono estrapolate solo le parti della comunicazione ritenute più significative.

## La spiegazione del fenomeno
Il fenomeno risulta spiegabile come semplice apofenia (cioè significati in dati casuali o senza alcun senso) o pareidolia (interpretare dei suoni casuali come emessi da una voce che parla la nostra lingua). Il fatto che qualcuno le possa interpretare come "voci" è solo frutto del desiderio e della fantasia di chi si mette in ascolto. Il riconoscimento di una voce poco intelligibile all'interno di un rumore è quindi un semplice artefatto della percezione umana, che tende a riconoscere elementi familiari anche in situazioni casuali (come nel fenomeno noto in psicologia come déjà vu). In altri casi, specie quelli in cui la ricezione si avvale di una radio, si può ben supporre la ricezione di segnali di interferenza da comunicazioni umane (es. ripetitori radio, apparecchi telefonici). In un video diffuso anche sul web, il Cicap nota come in alcuni casi si tratti semplicemente di malafede da parte di chi pratica la psicofonia.
I credenti nel paranormale che attribuiscono a voci di defunti tali suoni tentano di dare spiegazioni in linea con le proprie credenze; i sostenitori dello spiritismo sostengono che si instaura un meccanismo di contatto tra due diversi stati dell'essere, ovvero tra due dimensioni separate: l'entità vivente (uomo) da un lato e quella disincarnata (spirito) dall'altra. Queste entità si manifesterebbero direttamente incidendo la loro voce su un supporto magnetico o digitale usato per la registrazione, oppure attraverso l'ausilio di una radio sintonizzata generalmente sulle onde corte. In caso di registrazione le voci sarebbero udibili solo durante la fase di riascolto, e mai al momento del loro intervento, mentre nel caso di manifestazione tramite radio verrebbero udite direttamente, come se si ascoltasse, appunto, una normale stazione radio.
I sostenitori della reale esistenza delle voci inoltre affermano che non possono trattarsi di interferenze, in quanto il fenomeno si verificherebbe, a detta loro, ugualmente anche se gli esperimenti vengono condotti dentro una gabbia di Faraday, la quale isola ogni interferenza e persino tramite registratori digitali, i quali per loro natura sono esenti da interferenze.
Marco Morocutti, progettista elettronico ed esponente del Cicap, autore tra l'altro di uno dei primi libri sui microprocessori editi in Italia, nota che si tratterebbe di trasmissioni ad onde corte che vengono ricevute in maniera inappropriata con strumenti non idonei allo scopo. Un esempio di queste trasmissioni sono le comunicazioni tra le navi in mare, trasmissioni meteo e comunicazioni di servizio, che se non ricevute adeguatamente risultano essere distorte e incomprensibili. Sulla registrazione magnetica invece porta come esempio le registrazioni effettuate con apparecchi difettosi, dove lo strisciamento del nastro è discontinuo e crea effetti audio simili alle voci registrate da chi pratica la psicofonia.
Altre spiegazioni sono date ad esempio dalla manipolazione autosuggestiva da parte dello sperimentatore della strumentazione di cui si avvale.

### Spiegazioni nella tecnica audio
Un fenomeno molto noto si verifica quando su di un nastro magnetico di modesta qualità si ha una magnetizzazione impressa con una notevole differenza di dinamica, per esempio un brano recitato a bassissimo livello in entrata nel registratore seguito da un repentino innalzamento del volume del microfono. Dalla data di incisione a quella di riascolto del nastro potrebbero presentarsi dei fenomeni di migrazione magnetica fra spira e spira in modo da sciupare il documento audio. Prima dell'avvento di sistemi di registrazione digitali, questo era un inconveniente notissimo e molto temuto da chi gestiva le audioteche di notevole valore documentale (come per esempio l'Archivio storico della RAI - Radiotelevisione italiana). Il fenomeno comporta ovviamente un (apparente) sfasamento temporale di frasi, musiche prima e dopo il loro logico presentarsi. In alcuni casi si può esperire pure un effetto di eco a mano a mano che una bobina si svolge e l'altra si riavvolge.
Troviamo ampie tracce di questo sfasamento temporale nei resoconti di Raudive, Jürgenson e altri sperimentatori a proposito del contenuto dei messaggi delle voci.

### Nella radiotecnica e nelle telecomunicazioni
Da molti decenni gli esperti radiotecnici, gli operatori professionisti degli impianti di telecomunicazione ed i radioamatori con predilezione per il radioascolto, rilevano un fenomeno al quale è stato dato convenzionalmente il nome di "echi radio ritardati". Occorre puntualizzare che il termine ritardati fa riferimento a uno sfasamento spaziale e temporale del contenuto della comunicazione che per la sua entità non trova tuttora spiegazione. Questi echi non vanno confusi con quelli che si verificano per percorsi multipli dell'onda jonosferica come per esempio si potrebbe manifestare con facilità nelle più fredde giornate dell'anno durante i periodi di intensa attività solare e per stazioni poste a notevole distanza dal ricevitore. In tali frangenti si hanno in genere due percorsi: uno verso l'est e l'altro verso l'ovest i quali "battendo" generano una eco di frazioni di secondo.
I veri echi radio ritardati potrebbero implicare dei ritardi che vanno da pochissimi secondi fino ad oltre 10 secondi. Il primo problema per i tecnici e gli scienziati è riassumibile con l'interrogativo: Dove si trovano durante tutto il periodo di ritardo le onde radio? La domanda ha pieno senso perché mentre la velocità delle onde hertziane è di circa 300.000 km/s la circonferenza della Terra (approssimata ad una sfera) è di solo 40.000 km circa. Questi fenomeni sono per altro piuttosto rari da essere scoperti dal singolo operatore e dunque per il loro monitoraggio vengono impiegate delle apparecchiature che funzionano autonomamente dalla presenza dell'uomo. In genere si attua un network dove una stazione trasmette dei segnali con cadenze e ad orari prestabiliti su frequenze prefissate mentre contemporaneamente altre stazioni registrano il segnale ricevuto.
Alcune correlazioni intercorrenti fra gli echi radio ritardati e il fenomeno delle voci le si evidenziano proprio nello sfasamento temporale dei contenuti dei messaggi "paranormali".